# Debora Silvestri
Debora Silvestri (Isola della Scala, 8 maggio 1998) è una ciclista su strada italiana che corre per il team Laboral Kutxa-Fundación Euskadi. Attiva in formazioni Elite UCI dal 2018, ha ottenuto la prima vittoria nel 2024, aggiudicandosi la Pionera Race in Spagna.

## Palmarès
- 2024 (Laboral Kutxa-Fundación Euskadi, una vittoria)

Pionera Race

### Altri successi
- 2022 (Top Girls Fassa Bortolo)

Classifica scalatrici Festival Elsy Jacobs

## Piazzamenti

### Grandi Giri
- Giro d'Italia

2018: 115ª
2020: 26ª
2021: 38ª
2024: 25ª
- Tour de France

2024: ritirata (4ª tappa)
- Vuelta a España

2024: non partita (7ª tappa)

### Competizioni continentali
- Campionati europei

Trento 2021 - In linea Elite: ritirata